# السفالات
السفالات هي قرية مغربية وسط البلاد. تقع السفالات جنوبي مكناس. تنتمي السفالات لإقليم الرشيدية، وتضم 16.163 نسمة (حسب الإحصاء الرسمي 2004).